# Amt Millingen
Das Amt Millingen war bis 1975 ein Amt im Kreis Rees in Nordrhein-Westfalen. Es ging aus der Bürgermeisterei Millingen und der Bürgermeisterei Isselburg hervor. Sein Gebiet gehört heute zur Stadt Rees im rheinischen Kreis Kleve und zur Stadt Isselburg im westfälischen Kreis Borken.

## Bürgermeisterei Isselburg
Isselburg und seine nähere Umgebung gehörten vor der Franzosenzeit zum Herzogtum Kleve, das seit dem 17. Jahrhundert zu Preußen gehörte. Durch den Frieden von Tilsit musste Preußen 1807 auf seine Besitzungen westlich der Elbe verzichten. Der rechtsrheinische Teil des Herzogtums Kleve fiel dadurch im Januar 1808 an den französischen Satellitenstaat Großherzogtum Berg und gehörte dort zum Arrondissement Essen. Das Gebiet war nach französischem Muster in die drei Kantone Emmerich, Rees und Ringenberg gegliedert. In den Kantonen wurden als unterste Verwaltungsebene Mairien (Bürgermeistereien) eingerichtet, darunter auch die Mairie Isselburg im Kanton Rees. Ende 1810 wurde das Gebiet von Frankreich annektiert und 
gehörte nun zum Arrondissement Rees des Départements Lippe.
Nachdem 1814 das Gebiet des alten Herzogtums Kleve wieder an Preußen gefallen war, wurde aus der Mairie Rees die preußische Bürgermeisterei Rees, die 1816 zum neuen Kreis Rees in der Provinz Jülich-Kleve-Berg, der späteren Rheinprovinz kam.
Die Bürgermeisterei Isselburg umfasste zunächst die Stadt Isselburg sowie die Gemeinden Heelden, Hurl, Millingen, Vehlingen.

## Bürgermeisterei Millingen
Am 10. Mai 1858 wurde der Stadt Isselburg die Rheinische Städteordnung verliehen. Die Bürgermeisterei wurde in eine Bürgermeisterei für die Stadt Isselburg und die Bürgermeisterei Millingen geteilt, die die vier Landgemeinden verwaltete. In der Folgezeit stand meistens der Bürgermeister von Isselburg beiden Bürgermeistereien in Personalunion vor.

## Amt Millingen
Am Ende des Jahres 1927 wurde die Bezeichnung aller rheinischen Landbürgermeistereien in „Amt“ geändert. Die Bürgermeisterei Millingen hieß seitdem Amt Millingen.
Der Name der Gemeinde Hurl wurde 1963 in Empel geändert. Das Amt Millingen umfasste weiterhin vier Gemeinden:
- Empel
- Heelden
- Millingen
- Vehlingen

Am 1. Januar 1975 wurde das Amt durch das Niederrhein-Gesetz aufgelöst. Empel und Millingen wurden Teil der Stadt Rees, die zum Kreis Kleve kam. Gleichzeitig wurden Heelden und Vehlingen durch das Münster/Hamm-Gesetz in die Stadt Isselburg eingemeindet, die aus dem Regierungsbezirk Düsseldorf in den Kreis Borken im Regierungsbezirk Münster wechselte.

## Einwohnerentwicklung
| Jahr | Bm. Isselburg   | Bm. Isselburg       | Quelle |
| ---- | --------------- | ------------------- | ------ |
| 1828 | 2460            | 2460                | [ 6 ]  |
|      | Stadt Isselburg | Bm. / Amt Millingen |        |
| 1871 | 1132            | 2724                | [ 7 ]  |
| 1885 | 1562            | 2826                | [ 8 ]  |
| 1895 | 1899            | 2937                | [ 9 ]  |
| 1910 | 2241            | 3128                | [ 10 ] |
| 1933 | 2167            | 3361                | [ 11 ] |
| 1939 | 2207            | 3203                | [ 11 ] |
| 1950 | 2530            | 3663                | [ 12 ] |
| 1961 | 2459            | 3578                | [ 13 ] |
| 1970 | 2627            | 3970                | [ 14 ] |